# Belle Vue Maurel
Belle Vue Maurel è un centro abitato di Mauritius che si trova nel distretto di Rivière du Rempart nella parte settentrionale dell'isola. Si trova vicino ai centri abitati di Amaury e Barlow. Ospita un famoso tempio Tamil di oltre un secolo fa (Belle-Vue-Maurel, Balasoopramaniar Kovil). Fa parte della più vasta area di Plaine des Papayes che nel 2011 contava 7.607 abitanti.
Nel centro abitato si trova lo Stade Anjalay, che è un importante stadio di calcio della nazione, con la nazionale e due squadre di massima divisione (Pamplemousses SC, AS Rivière du Rempart) che vi hanno base. Anche l'atletica leggera è ospitata nello stadio, il quale diede al via i Campionati africani di atletica leggera nel 1992.